# Vance County
Vance County ist ein County im Bundesstaat North Carolina der Vereinigten Staaten. Der Verwaltungssitz (County Seat) ist Henderson, das nach Leonard Henderson benannt wurde, einem Richter am Obersten Gerichtshof der Vereinigten Staaten.

## Geographie
Das County liegt im Norden von North Carolina, grenzt an Virginia und hat eine Fläche von 699 Quadratkilometern, wovon 42 Quadratkilometer Wasserfläche sind. Es grenzt im Uhrzeigersinn an folgende Countys: Warren County, Franklin County und Granville County in North Carolina sowie das Mecklenburg County in Virginia.
Ein großer Nebenarm des John H. Kerr Reservoirs – das überflutete Tal des Nutbush Creeks und einiger Zuflüsse – reicht von der virginianischen Grenze bis fast zur Stadt Henderson ins County.
Vanve County ist in acht Townships aufgeteilt: Dabney, Henderson, Kittrell, Middleburg, Sandy Creek, Townsville, Watkins und Williamsboro.

## Geschichte
Vance County wurde am 5. März 1881 aus Teilen des Franklin County, Granville County und des Warren County gebildet. Die Schaffung des Countys geschah aus wahltaktischen Überlegungen (Gerrymandering). Die überwiegend republikanisch wählende, afroamerikanische Bevölkerung wurde im neuen County zusammengefasst und dadurch den Countys Franklin und Granville eine sichere demokratische Mehrheit erhalten. Benannt wurde es nach dem US-Senator und früherem Gouverneur Zebulon Baird Vance.
21 Bauwerke und Stätten des Countys sind insgesamt im National Register of Historic Places eingetragen (Stand 16. März 2018).

## Demografische Daten

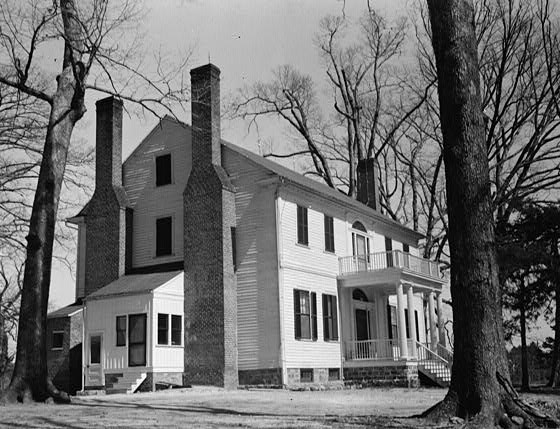
Das Burnside Plantation House, gelistet im NRHP mit der Nr. 71000621

Nach der Volkszählung im Jahr 2000 lebten im Vance County 42.954 Menschen in 16.199 Haushalten und 11.647 Familien. Die Bevölkerungsdichte betrug 65 Einwohner pro Quadratkilometer. Ethnisch betrachtet setzte sich die Bevölkerung zusammen aus 48,21 Prozent Weißen, 48,31 Prozent Afroamerikanern, 0,20 Prozent amerikanischen Ureinwohnern, 0,39 Prozent Asiaten, 0,03 Prozent Bewohnern aus dem pazifischen Inselraum und 2,03 Prozent aus anderen ethnischen Gruppen; 0,84 Prozent stammten von zwei oder mehr Ethnien ab. 4,56 Prozent der Bevölkerung waren spanischer oder lateinamerikanischer Abstammung.
Von den 16.199 Haushalten hatten 33,5 Prozent Kinder unter 18 Jahren, die bei ihnen lebten. 47,0 Prozent davon waren verheiratete, zusammenlebende Paare, 20,4 Prozent waren allein erziehende Mütter und 28,1 Prozent waren keine Familien. 24,2 Prozent waren Singlehaushalte und in 9,9 Prozent lebten Menschen mit 65 Jahren oder älter. Die Durchschnittshaushaltsgröße betrug 2,60 und die durchschnittliche Familiengröße war 3,06 Personen.
27,1 Prozent der Bevölkerung waren unter 18 Jahre alt. 8,9 Prozent zwischen 18 und 24 Jahre, 28,8 Prozent zwischen 25 und 44 Jahre, 22,6 Prozent zwischen 45 und 64, und 12,6 Prozent waren 65 Jahre alt oder Älter. Das Durchschnittsalter betrug 35 Jahre. Auf alle weibliche Personen kamen 89,7 männliche Personen. Auf alle Frauen im Alter von 18 Jahren oder darüber kamen 84,3 Männer.
Das jährliche Durchschnittseinkommen eines Haushalts betrug 31.301 $ und das jährliche Durchschnittseinkommen einer Familie betrug 36.389 $. Männer hatten ein durchschnittliches Einkommen von 28.284 $ gegenüber den Frauen mit 21.433 $. Das Prokopfeinkommen betrug 15.897 $. 20,5 Prozent der Bevölkerung und 16,3 Prozent der Familien lebten unterhalb der Armutsgrenze. 27,7 Prozent von ihnen sind Kinder und Jugendliche unter 18 Jahre und 19,3 Prozent sind 65 Jahre oder älter.